# مایوان
محصول عمده کشاورزی آن انگور، کشمش، گردو، گندم، زعفران و محصول صنعتی آن شیرینی و بستنی و انواع عرقیجات است که به شهرهای اطراف صادر می‌شود.
آب و هوای این شهر سرد و معتدل است و دره معروف آن به طول ۲۵ کیلومتر به دره بهشت فاروج معروف است که پذیرای هزاران مسافر به ویژه در بهار و تابستان می باشد.
این شهر زادگاه پهلوانان نامی در عرصه کشتی چوخه و کشتی آزاد از جمله مرحوم قربان محمد بهادری مایوان می‌باشد که از مبدعان فن لنگ کشتی آزاد است و عکس آن فن در مسابقات داخل کشور بر روی قهرمان المپیک، امامعلی حبیبی مدتها نماد ورزش کشتی ایران بود و حتی طرح آن بر روی مدال های قهرمانان این رشته نقش بسته است.
وی از هم دوره های پهلوان تختی بود که در مسابقات بین المللی ترکیه همراه ایشان حاضر شد و به مقام نقره رسید.
قدمت این شهر به قبل دوران هخامنشیان و به قوم مادها می‌رسد و بومیان این منطقه از ساکنان قدیمی و اصلی شمال خراسان هستند اما به دلیل دور بودن از جاده‌ی اصلی مشهد بجنورد، از رشد و آبادانی دور ماند.
نام این شهر برگرفته از کلمه می یا انگور است که از دیرباز تاکنون در این شهر کشت می شود که نشان از اصالت این شهر دارد اما عده ای به غلط نام زیبای این شهر را به مروان بن حکم از حاکمان عرب ربط می‌دهند.
این شهر از معدود شهرهای فارسی زبان شمال خراسان است و لهجه ای مشابه با شهر سبزوار دارد اما در بعضی واژه ها از مردمان کرمانج زبان این منطقه تاثیر پذیرفته و از لهجه سبزواری اندکی فاصله گرفته است.
بناهای تاریخی این شهر مانند قلعه افعی و حمام های تاریخی و دیگر بناهایی که زیر تپه های باستانی این منطقه پنهان مانده اند و هنوز کشف نشده اند، متاسفانه در مجموعه زلزله های قرن ۱۹ شهرستان های قوچان و شیروان از بین رفتند و هرگز مورد مرمت قرار نگرفتند.
این شهر دارای سه رشته قنات اصلی به اسم های گلشن آباد(مرکز شهر)، مجید آباد و نصرت آباد است که به دوره صفویه نسبت داده می‌شوند.